# Alex Tielbeke
Alex Tielbeke  is een Nederlands sportbestuurder die sinds 1 juni 2004 directeur is van Eredivisie CV, het overkoepelend orgaan van alle Eredivisieclubs.
Voor zijn aantreden als ECV-directeur was Tielbeke gedurende zes jaar werkzaam als algemeen directeur van profvoetbalclub N.E.C. uit Nijmegen. Voordat hij in de voetballerij terechtkwam, was Tielbeke werkzaam in diverse managementfuncties, zoals voor Holland Casino.